# 高寿昌
高寿昌（?—?），是12世纪大理国点蒼山蓮花峰芒湧溪人氏，高贞寿之子，第七代中国公。
1162年，高贞寿死后，高寿昌为相国、中国公。大理宣宗段智兴利贞三年（1174年），高升祥的后代观音派的高观音隆废黜高寿昌，拥立高寿昌的叔父高贞明为相国、中国公。十一月，逾城派的阿机（高明清之孙）起兵，废黜高贞明，还位高寿昌，高贞明逃到鹤庆，自称明国公。1176年，高观音隆的儿子高观音妙从白崖起兵，到大理再次废黜高寿昌，自立为相国。中国公落入观音派之手。